# Dürrmühle (Ebersdorf bei Coburg)
Dürrmühle ist ein Gemeindeteil von Ebersdorf bei Coburg im oberfränkischen Landkreis Coburg.

## Geographie
Die Einöde liegt etwa elf Kilometer südöstlich von Coburg an einem Abfluss des Dürrmühlenteichs, der vom Schneybach gespeist wird.

## Geschichte
Die Dürrmühle wurde erstmals 1431 urkundlich als „Durnhoff“ erwähnt. Der Ortsname kann von einem ehemals befestigten Haus, dem Turm, Turmhaus oder Turmhof, zu einer befestigten Anlage gehörig, abgeleitet werden. Daraus entstand in Abwandlung Durrnhof, Dürnhofsmühle und schließlich Dürrmühle.
Eine erste Mühle bestand wohl schon im 13. Jahrhundert. Sie gehörte dem Kloster Sonnefeld und wurde vermutlich nach 1287 an den heutigen Ort verlegt. Gemäß Urbar von 1514 hatte sie einen angestellten Müller, der für das Kloster und die umliegenden Dörfer mahlte. Nach der Auflösung des Klosters im Jahr 1525 erwarb der Müller die Mühle zum Dürrnhof. Der Mühlteich war bis 1716 Eigentum des fürstlichen Hofes. Zwischen Mitte des 18. Jahrhunderts und Ende des 19. Jahrhunderts wurde auch eine Schneidemühle betrieben. Die Stilllegung der Mahlmühle erfolgte 1968.
Im Jahr 1852 wurde Dürrmühle nach Frohnlach eingegliedert. 1950 lebten sechs Personen in einem Wohngebäude in Dürrmühle. Die Schule befand sich im ein Kilometer entfernten Frohnlach und die evangelische Kirche in Ebersdorf. 1970 hatte die Einöde sechs Einwohner.
Am 1. Mai 1978 wurde die Gemeinde Frohnlach mit Dürrmühle nach Ebersdorf b. Coburg eingemeindet. 1987 wohnten in der Einöde vier Personen; es gab ein Wohngebäude mit einer Wohnung.